# 1856년 미국 하원의원 선거
1856년 미국 하원의원 선거는 1856년 미국에서 치러진 하원의원 선거로, 같은 해 치러진 대선에서 민주당 제임스 뷰캐넌 후보의 당선과 함께 민주당이 다시 과반을 차지했고, 구 휘그당 세력은 공화당을 중심으로 재집결한다

## 선거 결과
| 정당   | 의석수 |
| ------ | ------ |
| 민주당 | 131석  |
| 공화당 | 92석   |
| 미국당 | 14석   |
| 합계   | 237석  |